# Adenoncos saccata
Adenoncos saccata är en orkidéart som beskrevs av Johannes Jacobus Smith. Adenoncos saccata ingår i släktet Adenoncos och familjen orkidéer. Inga underarter finns listade i Catalogue of Life.